# 流行經典50強
《流行經典50強》（英語：50 Golden Classics），為以呼應香港電視廣播有限公司（TVB）啟播五十週年，是個由TVB於2017年製作的懷舊音樂節目，由薛家燕、黎小田、曹永廉及湯寶如聯合主持及四位《2016年度香港先生選舉》參賽者胡㻗、麥凱程、馬俊傑及伍禮騫參與演出。本節目於2017年2月26日至4月16日期間，逢星期日晚20:30至21:30於翡翠台播出。

## 節目簡介
《流行經典50強》由殿堂級音樂人黎小田擔任音樂總監兼主持，並聯同薛家燕、曹永廉及湯寶如三位拍檔坐鎮。節目精選「金曲50強」，並邀請跨越不同年代的原唱人或實力歌手再次演繹。
最初節目以《流行經典50強》出現的時候，反應的確十分熱烈，在星期日的時段播了七個星期平均都有22.1點，收視甚至好過一些平日播的劇集。所以改名《流行經典50年》加強聲勢，反應繼續熱烈，甚至有一集平均收視達到27點。

## 每集內容
| 集數 | 播映日期 | 錄影日期 | 嘉賓                                                 | 歌曲 |
| 01   | 2月26日  | 2月11日  | - 張德蘭 - 李司棋 - 張帝 - 李亞萍 - 文佩玲 - 吳業坤  | - 情義兩心堅 — 張德蘭 - 武俠帝女花 — 張德蘭 - 啼笑因缘（仙杜拉）— 李司棋 - 難忘你（許冠傑）— 曹永廉 - 風雨同路（徐小鳳）— 文佩玲 - 我為你狂（蔣麗萍）— 湯寶如 - 妳令我快樂過（呂方）— 吳業坤 - Unchained Melody（Todd Duncan）— 張帝 - Beautiful Sunday（Daniel Boone）— 群星                                             |
| 02   | 3月5日   | 2月13日  | - 潘美辰 - 孫耀威 - 黃清元 - 蔡立兒 - 黃翊           | - Stand By Me（Ben E. King）— 群星 - 我曾用心愛著你 — 潘美辰 - 我想有個家 — 潘美辰 - 蔓莉 — 黃清元 - 分手總要在雨天（張學友）— 曹永廉 - 最愛的妳 — 黃翊 - 絕戀 — 蔡立兒 - 愛的故事（上集）— 孫耀威 - 求妳講清楚（呂方）— 孫耀威 - 今晚夜（陳潔靈）— 群星                                                                  |
| 03   | 3月12日  | 2月26日  | - 葉振棠 - 太極樂隊 - 張立基 - JW王灝兒              | - 信自己（杜德偉、葉蒨文）— 曹永廉、湯寶如 - 戲劇人生 — 葉振棠 - 找不著藉口 — 葉振棠 - 假如（杜麗莎）— 王灝兒 - 眼淚為你流（陳百強）— 曹永廉 - Electric Girl — 張立基 - 緣份的天空 — 湯寶如 - Crystal — 太極樂隊 - 這一個夜（林子祥）— 太極樂隊 - Seven Lonely Days（Georgia Gibbs）— 薛家燕 - 給我一個吻（張露）— 黎小田 |
| 04   | 3月19日  | 2月28日  | - 黎瑞恩 - 李蕙敏 - 李龍基 - 胡琳 - 羅敏莊           | - 相思風雨中（張學友、湯寶如）— 黎小田、湯寶如 - 發誓 — 黎瑞恩 - 城裏的月光（許美靜）— 黎瑞恩 - 獅子山下（羅文）— 李龍基 - 明知故犯（許美靜）— 胡琳 - 上海灘（葉麗儀）— 羅敏莊 - 其實你心裏有沒有我（許志安、鄭秀文）— 曹永廉、湯寶如 - （你沒有）好結果 — 李蕙敏 - 夕陽之歌（梅艷芳）— 李蕙敏 - 莫負青春（陳寶珠）— 群星 |
| 05   | 3月26日  | 3月3日   | - 韋綺姍 - 黃百鳴 - 胡蓓蔚 - 林欣彤 - 鍾舒漫 - Soler | - 小李飛刀（羅文）— 薛家燕 - 約定（王菲）— 胡蓓蔚 - 跪在大門後 — 韋綺姍 - 風的季節（徐小鳳）— Soler - 信（翁倩玉）— 湯寶如 - 奮鬥（甄妮）— 林欣彤 - 傾斜（林憶蓮）— 鍾舒漫 - I Saw Her Standing There（The Beatles）— 黃百鳴 - 歡樂今宵（蓓蕾）— 群星                                                                     |
| 06   | 4月2日   | 3月7日   | - 劉錫明 - 李國祥 - 李健達 - 陳柏宇                  | - 風繼續吹（張國榮）— 曹永廉 - 夢幻的擁抱（梅艷芳）— 湯寶如 - 也許不易 — 李健達 - 餘情未了 — 李國祥 - 田園春夢（關菊英、伍衛國）— 薛家燕、黎小田 - 愛的替身（譚詠麟）— 陳柏宇 - 是緣是債是場夢 — 劉錫明 - 你怎麽捨得我難過（粤語版） — 劉錫明 - 情花開（陳齊頌）— 群星                                                    |
| 07   | 4月16日  | 3月11日  | - 陳曉東 - 賈思樂 - 張崇基 - 張崇德 - 衛蘭 - 衛詩    | - 問我（陳麗斯）— 薛家燕、黎小田 - 傻女（陳慧嫻）— 衛蘭、衛詩 - 大哥 — 衛蘭 - 情人知己（葉蒨文）— 張崇基、張崇德 - 恰似你的溫柔（蔡琴）— 賈思樂 - 感冒 — 湯寶如 - 糊塗情感 — 曹永廉 - 借借你肩膊 — 陳曉東 - 心有獨鍾 — 陳曉東 - 一見你就笑（蓓蕾）— 群星                                                                  |

## 演出嘉賓出道年代
括號內數字為演出數，嘉賓任主持不計
1960年代
- 張帝
- 李亞萍
- 黃清元

1970年代
- 張德蘭
- 葉振棠
- 李龍基
- 賈思樂

1980年代
- 文佩玲
- 潘美辰
- 蔡立兒
- 黃翊
- 太極樂隊
- 張立基
- 劉錫明
- 李健達

1990年代
- 孫耀威
- 黎瑞恩
- 李蕙敏
- 羅敏莊
- 韋綺姍
- 胡蓓蔚
- 李國祥
- 陳曉東
- 張崇德
- 張崇基

2000年代
- 胡琳
- 鍾舒漫
- Soler
- 陳柏宇
- 衛蘭
- 衛詩

2010年代
- 吳業坤
- JW王灝兒
- 林欣彤

藝人（非歌手）
- 李司棋
- 黃百鳴

## 收視
以下為本節目於香港無綫電視翡翠台之收視紀錄：
| 集數 | 日期          | 平均收視 | 最高收視 |
| ---- | ------------- | -------- | -------- |
| 01   | 2017年2月26日 | 23點     | 25點     |
| 02   | 2017年3月5日  | 24點     |          |
| 03   | 2017年3月12日 | 25點     |          |
| 04   | 2017年3月19日 | 23點     |          |
| 05   | 2017年3月26日 | 19點     |          |
| 06   | 2017年4月2日  | 20點     |          |
| 07   | 2017年4月16日 | 21點     |          |

## 官網
- 流行經典50強 - 主頁 - tvb.com （页面存档备份，存于）
- 流行經典50強 - TVBUSA Official YouTube

## 電視節目的變遷
| 香港無綫電視翡翠台 星期日 20:30-21:30 時段 | 香港無綫電視翡翠台 星期日 20:30-21:30 時段       | 香港無綫電視翡翠台 星期日 20:30-21:30 時段 |
| ------------------------------------------ | ------------------------------------------------ | ------------------------------------------ |
|                                            | 流行經典50強 （2017.02.26 - 2017.04.16）         |                                            |
| 1+1的幸福 （2017.01.22 - 2017.02.19）      | 流行經典50年（1-19） （2017.04.23 - 2017.09.17） |                                            |